# Теуантепек (провлак)
Теуантепек (на испански: Istmo de Tehuantepec) е провлак в южната част на Мексико, в щатите Веракрус и Оахака, разположен между залива Кампече (част от Мексиканския залив) на север и залива Теуантепек (на Тихия океан) на юг. Ширината му е 215 km, а до лагуната Супериор – 192 km. Провлака обикновено се счита за северна граница на Централна Америка. Името на провлака на нахуатъл означава ягуарски хълм и идва от името на град Санто Доминго Теуантепек, в щата Оахака, разположен в средата на провлака. До пускането в експлоатация на Панамския канал е бил основният маршрут за преминаване от атлантическия в Тихия океан и обратно.
покрай бреговете му се простират алувиални морски низини, на места силно заблатени, а във вътрешните части се простират възвишения с височина до 650 m. Покрит е с тропически гори и савани. На провлака се разработват големи находища на сяра, нефт и природен газ. На брега на залива Кампече е разположен пристанищният град Коацакоалкос, а на брега на залива Теуантепек – град Салина Крус. Двата града са свързани с жп линия, най-високата точка на която е 224 m н.в., автомагистрала и продуктопровод. Жп линията е застроявана на няколко пъти и е довършена накрая от британска фирма през януари 1907 г.
Провлакът Теуантепек е открит и пресечен за първи път от испанския конкистадор Педро де Алварадо през 1524 – 1525 г.